# Leptoscyphus amphibolius
Leptoscyphus amphibolius là một loài rêu tản trong họ Geocalycaceae. Loài này được (Nees) Grolle miêu tả khoa học lần đầu tiên năm 1962.